# جيف ستون (لاعب كرة قاعدة)
جيف ستون (بالإنجليزية: Jeff Stone) هو لاعب كرة قاعدة أمريكي، ولد في 26 ديسمبر 1960 في كينيت في الولايات المتحدة.

## وصلات خارجية
- جيف ستون على موقع دوري كرة القاعدة الرئيسي (الإنجليزية)
- جيف ستون على موقعبيزبول رفرنس.كوم (الدوري الرئيسي) (الإنجليزية)
- جيف ستون على موقعبيزبول رفرنس.كوم (الدوري الثانوي) (الإنجليزية)
- جيف ستون على موقع إي إس بي إن.كوم (أم.أل.بي) (الإنجليزية)
- جيف ستون على موقع مشجعي الرسوم البيانية (الإنجليزية)